# Câmpu Goblii, Alba
Câmpu Goblii este un sat în comuna Vințu de Jos din județul Alba, Transilvania, România. La recensământul din 2002 avea o populație de 137 locuitori.